# Jamborowa Skałka
Skałka lub Jamborowa Skałka (słow. Skalka) – wzniesienie o wysokości 1329 m n.p.m. w grzbiecie Jambory w słowackich Tatrach Zachodnich. Jest zalesione, ale ponad las wystaje w nim kilka dolomitowo-wapiennych turni i skał. Południowo-zachodnie stoki Skałki opadają do Doliny Bobrowieckiej, północno-zachodnie do Doliny Juraniowej. Na Skałce grzbiet Jambory zmienia kierunek z północno-zachodniego na północny i poprzez Umarłą Kopkę opada do Umarłej Przełęczy.
Przez Skałkę nie prowadzi żaden szlak turystyczny, jej grań i stoki opadające do Doliny Juraniowej znajdują się na obszarze ochrony ścisłej Rezervácía Juráňova dolina.

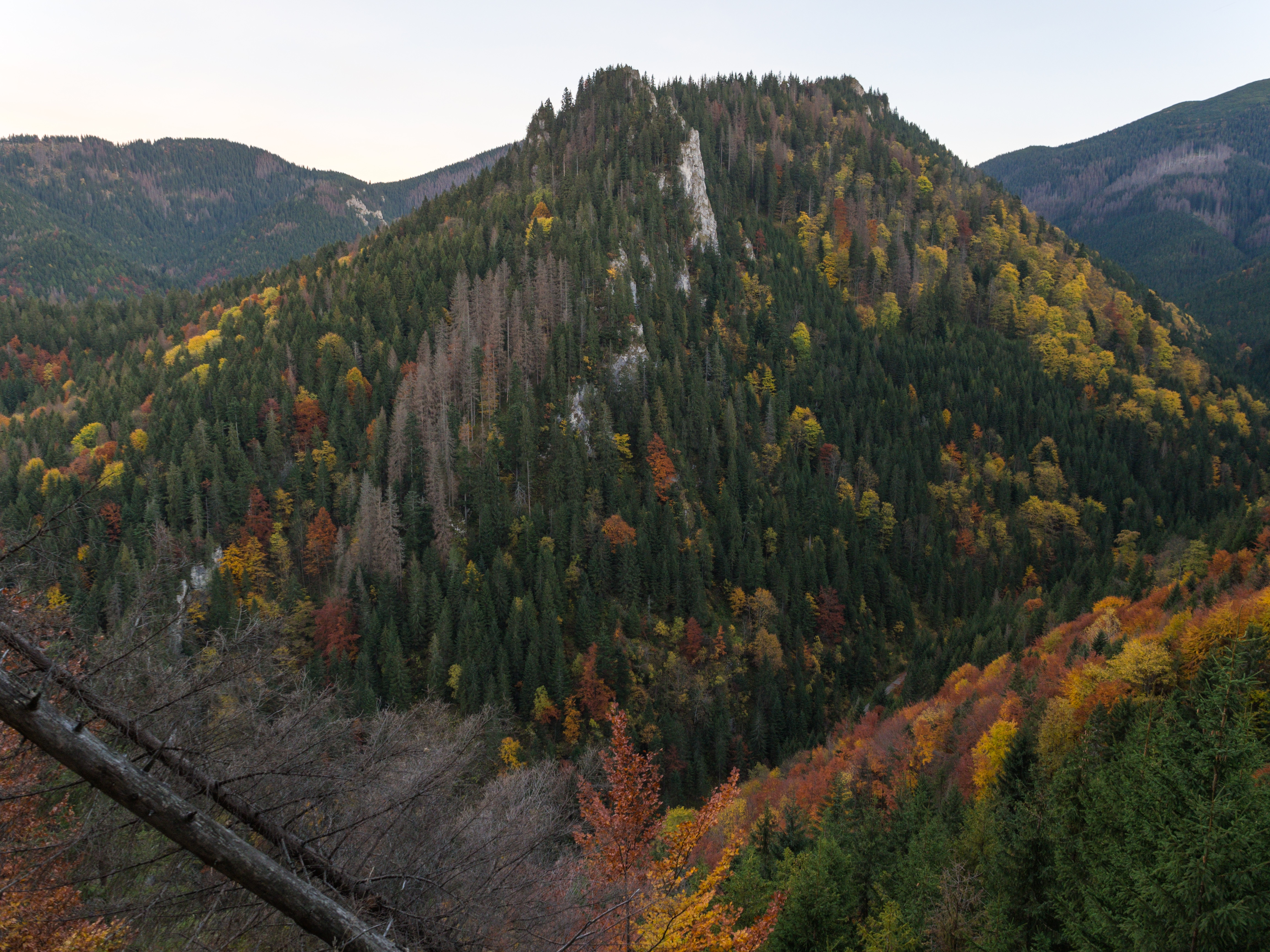
Widok na masyw Jamborowej Skałki od północnego zachodu